# Corneliu Robe
Corneliu Robe (Bucarest, 23 de maig de 1908 - Bucarest, 4 de gener de 1969) fou un futbolista romanès de la dècada de 1930.
Fou internacional amb Romania i disputà el Mundial de 1930.